# Кадиров, Рашид Хамидович
Кадиров Рашид (Рашитжон) Хамидович (узб. Rashitjon Hamidovich Kadiro
; 23 февраля 1952) — бывший Генеральный прокурор Узбекистана и член Конституционного Суда Республики Узбекистан.

## Биография
В 1974 году после окончания юридического факультета Ташкентского государственного университета начал трудовую деятельность следователем  в прокуратуре Андижанской области.
В 1975 году начал работу в Комитете государственной безопасности Узбекской ССР. Закончил службу в должности Начальника Следственного Управления СНБ и 28 января 1993 года был назначен заместителем генерального прокурора Генеральной прокуратуры Республики Узбекистан.
18 февраля 2000 года был назначен Генеральным прокурором. Утверждён на новый срок на этом посту дважды: в марте 2005 и в мае 2010 годов.
20 апреля 2015 года Кадиров был отправлен в отставку с поста Генерального прокурора.
С мая 2015 по август 2017 года — член Конституционного суда Республики Узбекистан.
Был арестован в феврале 2018 года по подозрению в злоупотреблении служебным положением, злоупотреблении властью и взяточничеством. Приговорён к 10 годам лишения свободы и штрафу в размере 500 МРЗП (101.365.000 сум).

## Награды
15 мая 1988 года указом Президента республики Афганистан награждён медалью «Воину-интернационалисту от благодарного афганского народа».
Указом Президента Республики Узбекистан от 26 августа 1996 года награждён медалью «Жасорат».
Указом Президента Республики Узбекистан от 26 августа 2003 года награждён орденом «Шон-Шараф» II степени.
Приказом Председателя Службы Национальной Безопасности от 10 августа 2006 года награждён "MXXda 25 yil fidokorona xizmati uchun".
Указом Президента Республики Узбекистан от 29 августа 2006 года награждён орденом «Фидокорона хизматлари учун».
Указом Президента Республики Узбекистан от 24 февраля 2012 года награждён орденом «Мехнат шухрати».
3 мая 2011 года приказом Генерального прокурора Азербайджанской республики Закира Гаралова награждён нагрудным знаком «Почётный работник прокуратуры Азербайджанской республики».
25 ноября 2011 года приказом Генерального прокурора Российской Федерации Юрия Чайки был награждён медалью Прокуратуры РФ «290 лет прокуратуре России».
4 марта 2013 года приказом Генеральной прокуратуры Республики Беларусь награждён юбилейной медалью «90 лет прокуратуре Республики Беларусь».
26 июня 2019 года решением Юнусабадского районного суда г. Ташкента лишен всех государственных наград.

## Антитеррористическая деятельность
В 1999—2005 годах Кадиров являлся одной из ключевых фигур в противостоянии волне террористической активности, захлестнувшей Узбекистан. Кадиров возглавлял все следственные действия после терактов и сформулировал программу проведения превентивных акций спецслужб страны. При этом, он являлся одной из целей террористов в рамках серии терактов в середине февраля 2004 года.
Будучи главой следственной комиссии, Кадиров установил и предал гласности информацию о том, что за терактами стоят боевики «Аль-Каиды». На одном из брифингов Кадирова было отмечено, что террористов, в частности из «Исламского движения Туркестана», тренировали арабские инструкторы в лагерях подготовки боевиков в Пакистане.
После терактов в посольствах США и Израиля в Ташкенте 30 июля 2004 года Кадиров работал в контакте с экспертами из США, Германии и Израиля. Группа под его руководством установила, что взрывчатка, использовавшаяся террористами, могла быть сделана только теми, кто проходил подготовку в лагерях террористов в Чечне и Афганистане. По мнению ряда специалистов, именно действия следователей под руководством Кадирова способствовали прекращению волны террора.

## Судебный процесс
Рашид Кадиров был арестован в феврале 2018 года по подозрению в злоупотреблении служебным положением, злоупотреблении властью и взяточничеством. Помимо него фигурантами дела стали более двадцати человек.
7 января 2019 года в Юнусабадском районном суде по уголовным делам города Ташкента начался суд над Кадировым. Процесс по делу экс-генпрокурора проходил в закрытом режиме. Кадирову было предъявлено обвинение по 12 пунктам Уголовного кодекса республики Узбекистан, включая взяточничество, злоупотребление властью, вымогательство и организацию преступного сообщества.
26 июня 2019 года приговорён к 10 годам лишения свободы и штрафу в размере 500 МРЗП (101.365.000 сум). Кроме того, суд принял решение о внесении представлений на предмет лишения специальных званий и государственных наград, осужденных за совершение тяжких и особо тяжких преступлений.